# Rivière Versailles
Rivière Versailles är ett vattendrag i Kanada.   Det ligger i provinsen Québec, i den sydöstra delen av landet, 180 km nordost om huvudstaden Ottawa. Rivière Versailles ligger vid sjön Lac à Gauthier.
I omgivningarna runt Rivière Versailles växer i huvudsak blandskog. Runt Rivière Versailles är det ganska glesbefolkat, med 23 invånare per kvadratkilometer.